# 雄关街道
雄关街道是中华人民共和国甘肃省嘉峪关市嘉峪關市下辖的一个街道办事处。
2019年7月，根据甘肃省人民政府《关于同意嘉峪关市设立雄关街道办事处和钢城街道办事处的批复》，设立雄关街道。东起新华路南北延伸线，南至X301县道和北大河、嘉西光伏产业园区以北，西接黑山湖、黄草营村以东，北至断山口村以南，常住人口95086人，辖区面积186.1平方公里，办事处驻建设西路5号。

## 行政区划
雄关街道下辖以下村级行政区划单位：
福民社区、胜利社区、绿化社区、祁连社区、人民社区、雍和社区、友谊社区、嘉北社区、雄关社区、铁北社区、迎宾社区、铁南社区、德惠社区、昌盛社区、峪苑社区、曙光社区和和诚社区。